# Fnshrs
Fnshrs (Eigenschreibweise: FNSHRS., Disemvoweling von „Finishers“, engl. „Vollender“) ist ein Produzententeam für Urban und Popmusik aus Berlin, bestehend aus Marek Pompetzki und Cecil Remmler (bis Mitte 2021 mit Paul NZA).

## Werdegang
Das Produzentenduo hat seine Wirkungsstätte in den Kung Fu Studios in Berlin-Kreuzberg und arbeitet seit 2010 zusammen. Bereits zuvor und während der Anphangsphase arbeiteten NZA und Pompetzki des Öfteren zusammen. Das Duo schrieb und produzierte für Künstler wie Aggro Berlin (Aggro Ansage Nr. 4 und Aggro Ansage Nr. 5), Culcha Candela (Monsta), Stefanie Heinzmann (Masterplan), Max Herre (Hallo Welt!), Sido (23, Ich und Ich und meine Maske) oder auch Cassandra Steen (Stadt).
Die erste Veröffentlichung des Trios erschien am 12. November 2010. Es handelte sich dabei um die Produktion zu I’ve Come to Life, einer Single der Schweizer Sängerin Edita Abdieski, die damit die erste Staffel von X Factor in Deutschland gewann. Die Single erreichte die Singlecharts in allen D-A-CH-Staaten und platzierte sich dabei in den Top 10 in Deutschland und der Schweiz.
Am 3. Februar 2012 erschien die Produktion zu Do You Like What You See, der Debütsingle von Ivy Quainoo, die damit die erste Staffel von The Voice of Germany gewann. Die Single schaffte den Sprung in die deutschen, österreichischen sowie Schweizer Singlecharts, in Deutschland und Österreich sogar den Sprung in die Top 10. Für 150.000 verkaufte Einheiten wurde Do You Like What You See mit einer Goldenen Schallplatte in Deutschland ausgezeichnet. Nur eine Woche später erschien auf dem Deichkind-Album Befehl von ganz unten die Produktion Der Strahl. Zwei Wochen später am 3. März 2012 erschien das MoTrip-Album Embryo auf dem zwölf Autoren- und Produktionsbeteiligungen des Trios zu finden sind. Wiederum zwei Wochen später erschien auf Stefanie Heinzmanns gleichnamigen dritten Studioalbum die Produktion Fire. Das Lied erschien nicht als Single, konnte sich jedoch aufgrund hoher Downloads im Folgejahr in der Schweizer Hitparade platzieren. Anfang Juni 2012 erschien mit You Got Me die zweite Singleauskopplung von Ivy Quainoo. Hierbei waren die FNSHRS. erneut für die Produktion zuständig, wie sein Vorgänger erreichte auch diese Single die Charts in Deutschland, Österreich und der Schweiz. Am 6. Juli 2012 erschien die Produktion Summer Dreaming 2012, ein Remake des Originals Bacardi Feeling (Summer Dreamin’) von Kate Yanai aus dem Jahr 1991. Das Stück wurde anlässlich des 150. Geburtstags von Bacardi neu durch das Musikprojekt Project B. und Kelly Rowland interpretiert. Die Single erreichte die Singlecharts in Deutschland und Österreich.
Am 13. September 2013 veröffentlichte das deutsche Duo Keule ihrer Single Ja genau, welche von den FNSHRS. geschrieben und produziert wurde. Die Single erreichte Platz 55 der deutschen Singlecharts und belegte den vierten Platz für Brandenburg beim Bundesvision Song Contest 2013. Ebenfalls zeichnete das Produzententeam 2013 für die Produktion des Studioalbums 30-11-80 von Sido verantwortlich. Hierfür produzierten und schrieben sie zwölf Titel, lediglich an zwei Liedern des Albums arbeitete das Trio nicht mit. Aus dem Album wurden vier Singles mit der Beteiligung von FNSHRS. ausgekoppelt. Die Single Einer dieser Steine, eine Kollaboration von Sido und Mark Forster, platzierte sich in den Singlecharts aller D-A-CH-Staaten und schaffte es in die Top 10 in Deutschland und der Schweiz. In Deutschland erhielt die Single Gold für 150.000 verkaufte Exemplare. Ebenfalls erreichte Liebe die Singlecharts in allen D-A-CH-Ländern, in Österreich mit Position zehn sogar die Top 10. Obwohl die Single mit Position 13 nicht die Top 10 in Deutschland erreichte, konnte sie sich jedoch 36 Wochen in den Charts halten und erhielt für 300.000 verkaufte Einheiten eine Platin-Schallplatte, die erste für die FNSHRS. Des Weiteren platzierten sich die Singles Arbeit (Sido feat. Helge Schneider) und Hier bin ich wieder in den Charts.
2015 zeichnete sich das Produzenten-Trio ebenfalls für den Großteil der Autorenbeteiligungen und Produktionen von Sidos Nachfolgealbum VI zuständig. Für VI produzierten und schrieben sie insgesamt zehn Titel, wovon sich vier in den Singlecharts in den D-A-CH-Staaten platzierten konnten. Darunter die Single Astronaut, eine Kollaboration von Sido mit Andreas Bourani. Die Single rangierte zum bis dato größten Erfolg der Produzententeams und erreichte die Spitzenposition aller D-A-CH-Staaten. In der Schweiz erhielt Astronaut eine Goldene Schallplatte für 15.000 verkaufte Exemplare, in Deutschland erhielt die Single sogar Doppelplatin für über 800.000 Verkäufe, womit das Stück zu den meistverkauften Rapsongs des Landes zählt. Die Single erhielt darüber hinaus eine 1 Live Krone in der Kategorie „Beste Single“ sowie den Deutschen Musikautorenpreis in der Kategorie „Erfolgreichste Werk 2015“.
Im April 2017 erschienen drei Autorenbeteiligungen beziehungsweise Produktionen auf Adel Tawils zweiten Studioalbum So schön anders. Am 29. September 2017 erschien die Produktion Rooftop, die vom deutsch-spanischen Singer-Songwriter Nico Santos interpretiert wurde. Die Single schaffte es in die Top 5 in Deutschland, Österreich und der Schweiz und wurde zudem in allen Ländern mit einer Platin-Schallplatte ausgezeichnet. Damit verkaufte sich die Single über 450.000 Mal im deutschsprachigen Raum.
Am 13. Juli 2018 erschien die Autorenbeteiligung und Produktion Paradies, eine Single des deutschen Rappers Ufo361 und des österreichischen Rappers RAF Camora. Die Single schaffte den Sprung in die Singlecharts aller D-A-CH-Länder. Im September 2018 erschien auf dem zweiten Studioalbum Mar de Colores, des deutsch-spanischen Popsängers Álvaro Soler, die Produktion Bonita.
Anfang 2019 produzierten die FNSHRS die Single Strand von Adesse und Sido. Ende Juni 2019 erschien mit Immer du eine Autorenbeteiligung und Produktion für die deutsche Webvideoproduzentin und Vloggerin Julia Beautx als Single. Am 7. Juni 2019 erschien mit Irina Shayk eine Autorenbeteiligung und Produktion für Ufo361. Das Stück wurde als Single ausgekoppelt und erreichte die Singlecharts aller D-A-CH-Staaten. In Deutschland und Österreich erreichte die Single die Top 10. Am 20. September 2019 erschien mit Supersize das Debütalbum von Shirin David, mit Ausnahme eines Titels wurden alle Stücke von den FNSHRS geschrieben und produziert. Das Album selbst schaffte es in die Top 10 aller D-A-CH-Staaten und wurde zum Nummer-eins-Album in Deutschland. Zwischen Januar und September 2019 wurden sieben Singles aus dem Album ausgekoppelt, die allesamt jeweils gleichzeitig die Singlecharts in Deutschland, Österreich und der Schweiz erreichten. In Deutschland schafften es alle Singles in die Top 10, in Österreich fünf und in der Schweiz zwei. Mit Gib ihm gelang dem Trio der zweite Nummer-eins-Hit – nach Astronaut aus dem Jahr 2015 – in Deutschland.

## Diskografie
Autorenbeteiligungen und Produktionen
FNSHRS. als Autor (A) und Produzent (P) in den Charts

| Jahr | Titel Interpretation                                  | Höchstplatzierung, Gesamtwochen, AuszeichnungChartplatzierungen (Jahr, Titel, Interpretation, Platzierungen, Wochen, Auszeichnungen, Anmerkungen) | Höchstplatzierung, Gesamtwochen, AuszeichnungChartplatzierungen (Jahr, Titel, Interpretation, Platzierungen, Wochen, Auszeichnungen, Anmerkungen) | Höchstplatzierung, Gesamtwochen, AuszeichnungChartplatzierungen (Jahr, Titel, Interpretation, Platzierungen, Wochen, Auszeichnungen, Anmerkungen) | Anmerkungen                                                  |
| Jahr | Titel Interpretation                                  | DE | AT | CH | Anmerkungen                                                  |
| --- | ----------------------------------------------------- | --- | --- | --- | ------------------------------------------------------------ |
| 2010 | I’ve Come to Life P Edita Abdieski                    | DE9 (6 Wo.)DE | AT27 (3 Wo.)AT | CH8 (4 Wo.)CH | Erstveröffentlichung: 12. November 2010                      |
| 2012 | Do You Like What You See P Ivy Quainoo                | DE2 Gold · (15 Wo.)DE | AT8 (14 Wo.)AT | CH12 (6 Wo.)CH | Erstveröffentlichung: 17. Februar 2012 Verkäufe: + 150.000   |
| 2012 | You Got Me P Ivy Quainoo                              | DE31 (6 Wo.)DE | AT61 (2 Wo.)AT | CH61 (1 Wo.)CH | Erstveröffentlichung: 8. Juni 2012                           |
| 2012 | Summer Dreaming 2012 P Project B. feat. Kelly Rowland | DE62 (3 Wo.)DE | AT52 (2 Wo.)AT | — | Erstveröffentlichung: 6. Juli 2012                           |
| 2013 | Ja genau A, P Keule                                   | DE55 (1 Wo.)DE | — | — | Erstveröffentlichung: 13. September 2013                     |
| 2013 | Hier bin ich wieder A, P Sido                         | — | AT39 (5 Wo.)AT | — | Erstveröffentlichung: 1. November 2013                       |
| 2013 | Einer dieser Steine A, P Sido feat. Mark Forster      | DE4 Platin · (17 Wo.)DE | AT12 (8 Wo.)AT | CH8 (10 Wo.)CH | Erstveröffentlichung: 15. November 2013 Verkäufe: + 300.000  |
| 2013 | Arbeit A, P Sido feat. Helge Schneider                | DE33 (3 Wo.)DE | AT63 (1 Wo.)AT | — | Erstveröffentlichung: 22. November 2013                      |
| 2013 | Liebe A, P Sido                                       | DE13 Platin · (36 Wo.)DE | AT10 (26 Wo.)AT | CH26 (8 Wo.)CH | Erstveröffentlichung: 29. November 2013 Verkäufe: + 300.000  |
| 2015 | Astronaut A, P Sido feat. Andreas Bourani             | DE1 Diamant · (43 Wo.)DE | AT1 (34 Wo.)AT | CH1 Gold · (37 Wo.)CH | Erstveröffentlichung: 7. August 2015 Verkäufe: + 1.015.000   |
| 2017 | Rooftop P Nico Santos                                 | DE5 ×2Doppelplatin · (32 Wo.)DE | AT2 Platin · (24 Wo.)AT | CH5 ×5Fünffachplatin · (29 Wo.)CH | Erstveröffentlichung: 29. September 2017 Verkäufe: + 930.000 |
| 2018 | Paradies A, P Ufo361 feat. RAF Camora                 | DE16 (7 Wo.)DE | AT12 (6 Wo.)AT | CH31 (4 Wo.)CH | Erstveröffentlichung: 13. Juli 2018                          |
| 2019 | Orbit A, P Shirin David                               | DE5 (4 Wo.)DE | AT9 (2 Wo.)AT | CH14 (1 Wo.)CH | Erstveröffentlichung: 25. Januar 2019                        |
| 2019 | Gib ihm A, P Shirin David                             | DE1 Gold · (18 Wo.)DE | AT3 Gold · (13 Wo.)AT | CH9 (9 Wo.)CH | Erstveröffentlichung: 15. Februar 2019 Verkäufe: + 215.000   |
| 2019 | Ice A, P Shirin David                                 | DE8 (5 Wo.)DE | AT8 (3 Wo.)AT | CH28 (2 Wo.)CH | Erstveröffentlichung: 5. April 2019                          |
| 2019 | Fliegst Du mit A, P Shirin David                      | DE8 (5 Wo.)DE | AT9 (3 Wo.)AT | CH15 (3 Wo.)CH | Erstveröffentlichung: 17. Mai 2019                           |
| 2019 | Irina Shayk A, P Ufo361                               | DE6 (6 Wo.)DE | AT6 (4 Wo.)AT | CH13 (3 Wo.)CH | Erstveröffentlichung: 7. Juni 2019                           |
| 2019 | On Off A, P Shirin David feat. Maître Gims            | DE3 Gold · (14 Wo.)DE | AT5 (9 Wo.)AT | CH6 (6 Wo.)CH | Erstveröffentlichung: 28. Juni 2019 Verkäufe: + 200.000      |
| 2019 | Brillis A, P Shirin David                             | DE4 (8 Wo.)DE | AT14 (4 Wo.)AT | CH15 (2 Wo.)CH | Erstveröffentlichung: 23. August 2019                        |
| 2019 | Nur mit dir A, P Shirin David feat. Xavier Naidoo     | DE8 (8 Wo.)DE | AT13 (4 Wo.)AT | CH11 (3 Wo.)CH | Erstveröffentlichung: 20. September 2019                     |
| Folgende Lieder erschienen nicht als Single, wurden aber durch das Album zum Download und Streaming bereitgestellt und konnten somit eine Platzierung erlangen: |                                                       | | | |                                                              |
| |                                                       | | | |                                                              |
| 2013 | Fire P Stefanie Heinzmann                             | — | — | CH53 (1 Wo.)CH | Charteinstieg: 31. März 2013                                 |
| 2013 | Fühl dich frei A, P Sido                              | DE99 (1 Wo.)DE | — | — | Charteinstieg: 13. Dezember 2013                             |
| 2015 | Gürtel am Arm A, P Sido                               | DE72 (1 Wo.)DE | — | — | Charteinstieg: 11. September 2015                            |
| 2015 | Zu wahr A, P Sido                                     | DE92 (1 Wo.)DE | — | — | Charteinstieg: 11. September 2015                            |
| 2015 | Für ewig A, P Sido                                    | DE97 (1 Wo.)DE | — | — | Charteinstieg: 11. September 2015                            |

## Auszeichnungen für Musikverkäufe
Anmerkung: Auszeichnungen in Ländern aus den Charttabellen bzw. Chartboxen sind in ebendiesen zu finden.
| Land/RegionAuszeichnungen für Musikverkäufe (Land/Region, Auszeichnungen, Verkäufe, Quellen) | Gold     | Platin       | Diamant  | Verkäufe  | Quellen                         |
| -------------------------------------------------------------------------------------------- | -------- | ------------ | -------- | --------- | ------------------------------- |
| Deutschland (BVMI)                                                                           | 3× Gold3 | 4× Platin4   | Diamant1 | 2.950.000 | musikindustrie.de               |
| Österreich (IFPI)                                                                            | Gold1    | Platin1      | —        | 45.000    | ifpi.at                         |
| Schweiz (IFPI)                                                                               | Gold1    | 5× Platin5   | —        | 115.000   | hitparade.ch beta.musikwoche.de |
| Insgesamt                                                                                    | 5× Gold5 | 10× Platin10 | Diamant1 |           |                                 |

## Preise
- 1 Live Krone
  - 2015: in der Kategorie „Beste Single“ (Astronaut)[22]

- Deutscher Musikautorenpreis
  - 2016: in der Kategorie „Erfolgreichste Werk 2015“ (Astronaut)[23]